# David Long
David Long Jr. (* 6. Februar 1998 in Los Angeles, Kalifornien) ist ein US-amerikanischer American-Football-Spieler auf der Position des Cornerbacks. Aktuell spielt er für die Indianapolis Colts in der National Football League (NFL). Mit den Los Angeles Rams gewann Long den Super Bowl LVI.

## Frühe Jahre
Long wuchs in Pasadena auf und besuchte zunächst die Bishop Alemany High School in Los Angeles. Später wechselte er jedoch auf die Loyola High School, an der er seine Highschool dann auch beendete. Dort war er in der Footballmannschaft aktiv und konnte in seinem letzten Jahr 19 Tackles und eine Interception verzeichnen. Daneben kam er auch regelmäßig in der Offense zum Einsatz und fing dabei den Ball für 525 Yards und sieben Touchdowns. Er galt als einer der besten Spieler seines Jahrgangs auf seiner Position und entschied sich zunächst, ein Stipendium der Stanford University anzunehmen. Im Verlauf seines letzten Highschooljahres entschied er sich jedoch, stattdessen lieber ein Stipendium der University of Michigan aus Ann Arbor, Michigan anzunehmen.
Bei den Wolverines kam er in seinem ersten Jahr jedoch kaum zum Zug, erst in seinem zweiten Jahr dort wurde er auch Stammspieler. Insgesamt kam er in 25 Spielen zum Einsatz und konnte dabei 37 Tackles, 0,5 Sacks sowie 3 Interceptions verzeichnen. Besonders in seinem dritten Jahr an der Schule konnte er überzeugen und wurde ins First-Team All-Big Ten gewählt. Mit seinem Team konnte er zwar drei Bowl-Spiele erreichen, jedoch keines davon gewinnen. Nach seinem dritten Jahr am College entschied er sich, sein letztes Jahr nicht wahrzunehmen und stattdessen am NFL-Draft teilzunehmen.

## NFL
Beim NFL-Draft 2019 wurde Long in der 3. Runde an 79. Stelle von den Los Angeles Rams ausgewählt. Zu Beginn der Saison 2019 wurde er von den Rams jedoch noch nicht eingesetzt. So gab er sein Debüt schließlich am 7. Spieltag der Saison beim 37:10-Sieg gegen die Atlanta Falcons, bei dem er auch einen Tackle verzeichnen konnte. Während der restlichen Saison kam er dann verstärkt in den Special Teams zum Einsatz. Er beendete sein Rookie-Jahr mit acht Einsätzen, bei denen er auch acht Tackles verzeichnen konnte. Auch in der Saison 2020 blieb er primär in den Special Teams der Rams aktiv, konnte sich dort jedoch als wichtiger Spieler etablieren. Bei der 17:28-Niederlage gegen die Miami Dolphins am achten Spieltag stand er außerdem das erste Mal in der Startformation der Rams und kam zu signifikanter Spielzeit in der Defense, dabei konnte er drei Tackles verzeichnen. Da die Rams in dieser Saison 10 Spiele gewinnen konnten und dabei nur sechs verloren, konnten sie sich für die Playoffs qualifizieren. Dort gab er sein Debüt beim 30:20-Sieg gegen die Seattle Seahawks in der Wildcard-Runde, bei dem er auch in den Special Teams spielte. Auch beim Spiel in der nächsten Runde gegen die Green Bay Packers kam er zum Einsatz, da die Rams das Spiel jedoch mit 18:32 verloren, schieden sie aus den Playoffs aus.
Zu Beginn der Saison 2021 wurde Long auch vermehrt in der Defense der Rams eingesetzt, so kam er in den ersten vier Saisonspielen stets als Starter zum Einsatz. Am 1. Spieltag konnte er beim 34:14-Sieg gegen die Chicago Bears sogar die erste Interception seiner Karriere von Quarterback Andy Dalton fangen. Bei der 20:37-Niederlage gegen die Arizona Cardinals am 4. Spieltag konnte er insgesamt sechs Tackles verzeichnen, bis 2023 sein Karrierehöchstwert in der Regular Season. Allerdings gelang ihm dies beim 30:23-Sieg gegen die Cardinals am 14. Spieltag erneut, bei dem er zu seinem fünften Starterelfeinsatz in der Saison kam. Da die Rams in der Saison mit 12 Siegen bei nur fünf Niederlagen sogar die NFC West gewinnen konnten, qualifizierten sie sich erneut für die Playoffs. Dort trafen sie in der Wildcard-Runde erneut auf die Arizona Cardinals. Dabei gelang es Long im zweiten Quarter, einen Pass vom Quarterback der Cardinals, Kyler Murray, abzufangen und zu seinem ersten Karrieretouchdown in die gegnerische Endzone zu tragen. Insgesamt konnten sich die Rams so mit 34:11 durchsetzen. Beim folgenden 30:27-Sieg gegen die Tampa Bay Buccaneers kam Long auch signifikant viel in der Defense zum Einsatz und konnte dabei sogar sieben Tackles verzeichnen. Da er mit den Rams auch im folgenden NFC Championship Game die San Francisco 49ers mit 20:17 schlagen konnte, qualifizierte er sich mit seinem Team für Super Bowl LVI gegen die Cincinnati Bengals. In diesem Spiel war Long erstmals in der Postseason in der Startformation der Rams und konnte vier Tackles verzeichnen. Letzten Endes gewannen die Rams das Spiel mit 23:20 und somit auch den Super Bowl. In die Saison 2022 startete Long als Backup hinter Troy Hill und Jalen Ramsey. Außerdem hatte er in der Saison mit Verletzungen zu kämpfen und kam deswegen nur in 12 Spielen, davon viermal als Starter, zum Einsatz. Nach der Saison wurde er ein Free Agent.
Im März 2023 nahmen die Las Vegas Raiders Long unter Vertrag. Auch bei den Raiders war er jedoch nur Backup, diesmal musste er sich sogar hinter Nate Hobbs, Marcus Peters, Jakorian Bennett und Brandon Facyson einreihen. Er debütierte für sein neues Team am 1. Spieltag der Saison 2023 beim 17:16-Sieg gegen die Denver Broncos. Am 7. Spieltag war er bei der 12:30-Niederlage gegen die Chicago Bears das erste Mal Starter für die Raiders und konnte dabei sechs Tackles erzielen. Am 2. November 2023 wurde Long von den Raiders entlassen und anschließend über die Waiver-Liste von den Carolina Panthers unter Vertrag genommen. Für die Panthers debütierte er am 10. Spieltag bei der 13:16-Niederlage gegen die Chicago Bears, bei der 10:17-Niederlage gegen die Tennessee Titans zwei Wochen später konnte er insgesamt sieben Tackles verzeichnen, bis dato seine Karrierehöchstleistung an Tackles in einem Spiel. Er kam insgesamt in drei Spielen für die Panthers zum Einsatz, davon einmal als Starter, bevor er von den Panthers entlassen und wiederum via Waiver von einem neuen Team unter Vertrag genommen wurde, den Green Bay Packers. Für die Packers debütierte er bei der 20:34-Niederlage gegen die Tampa Bay Buccaneers am 15. Spieltag. Auch für die Packers kam er in drei Spielen zum Einsatz, jedoch lediglich in den Special Teams. Da die Packers in der Saison neun Spiele gewannen und nur acht verloren, konnten sie sich für die Playoffs qualifizieren. Long kam jedoch weder beim 48:32-Sieg gegen die Dallas Cowboys in der Wildcard-Runde noch bei der 21:24-Niederlage gegen die San Francisco 49ers in der Divisional Runde zum Einsatz.
Im Mai 2024 nahmen die New York Giants Long unter Vertrag. Er wurde vor Saisonbeginn entlassen und schloss sich daraufhin am 2. September 2024 dem Practice Squad der Indianapolis Colts an.

## Karrierestatistiken
| Legende | Legende            |
| ------- | ------------------ |
| Fett    | Karrierehöchstwert |

### Regular Season
| Saison                             | Team             | Spiele | Spiele  | Tackles | Tackles | Tackles | Tackles | Interceptions | Interceptions | Interceptions | Interceptions | Interceptions | Interceptions | Fumbles | Fumbles | Fumbles |
| Saison                             | Team             | Gesamt | Starter | Gesamt  | Solo    | Assist  | Sacks   | PD            | Int           | Yards         | Durchschnitt  | Lang          | TD            | FF      | FR      | TD      |
| ---------------------------------- | ---------------- | ------ | ------- | ------- | ------- | ------- | ------- | ------------- | ------------- | ------------- | ------------- | ------------- | ------------- | ------- | ------- | ------- |
| 2019                               | Rams             | 8      | 0       | 9       | 8       | 1       | 0,0     | 2             | 0             | 0             | 0,0           | 0             | 0             | 0       | 0       | 0       |
| 2020                               | Rams             | 16     | 1       | 7       | 6       | 1       | 0,0     | 0             | 0             | 0             | 0,0           | 0             | 0             | 0       | 0       | 0       |
| 2021                               | Rams             | 16     | 5       | 40      | 35      | 5       | 0,0     | 4             | 1             | 0             | 0,0           | 0             | 0             | 0       | 0       | 0       |
| 2022                               | Rams             | 12     | 4       | 21      | 18      | 3       | 0,0     | 1             | 0             | 0             | 0,0           | 0             | 0             | 0       | 0       | 0       |
| 2023                               | Raiders          | 8      | 1       | 12      | 10      | 2       | 0,0     | 1             | 0             | 0             | 0,0           | 0             | 0             | 0       | 0       | 0       |
| 2023                               | Panthers         | 3      | 1       | 7       | 5       | 2       | 0,0     | 0             | 0             | 0             | 0,0           | 0             | 0             | 0       | 0       | 0       |
| 2023                               | Packers          | 3      | 0       | 0       | 0       | 0       | 0,0     | 0             | 0             | 0             | 0,0           | 0             | 0             | 0       | 0       | 0       |
| 2024                               | Colts            | 13     | 0       | 0       | 0       | 0       | 0,0     | 0             | 0             | 0             | 0,0           | 0             | 0             | 0       | 0       | 0       |
| Gesamte Karriere                   | Gesamte Karriere | 79     | 12      | 96      | 82      | 14      | 0,0     | 8             | 1             | 0             | 0,0           | 0             | 0             | 0       | 0       | 0       |
| Quelle: pro-football-reference.com |                  |        |         |         |         |         |         |               |               |               |               |               |               |         |         |         |

### Postseason
| Saison                             | Team             | Spiele | Spiele  | Tackles      | Tackles      | Tackles      | Tackles      | Interceptions | Interceptions | Interceptions | Interceptions | Interceptions | Interceptions | Fumbles      | Fumbles      | Fumbles      |
| Saison                             | Team             | Gesamt | Starter | Gesamt       | Solo         | Assist       | Sacks        | PD            | Int           | Yards         | Durchschnitt  | Lang          | TD            | FF           | FR           | TD           |
| ---------------------------------- | ---------------- | ------ | ------- | ------------ | ------------ | ------------ | ------------ | ------------- | ------------- | ------------- | ------------- | ------------- | ------------- | ------------ | ------------ | ------------ |
| 2020                               | Rams             | 2      | 0       | 0            | 0            | 0            | 0,0          | 0             | 0             | 0             | 0,0           | 0             | 0             | 0            | 0            | 0            |
| 2021                               | Rams             | 4      | 1       | 12           | 11           | 1            | 0,0          | 1             | 1             | 3             | 3,0           | 3             | 1             | 0            | 0            | 0            |
| 2023                               | Packers          | 0      | 0       | ohne Einsatz | ohne Einsatz | ohne Einsatz | ohne Einsatz | ohne Einsatz  | ohne Einsatz  | ohne Einsatz  | ohne Einsatz  | ohne Einsatz  | ohne Einsatz  | ohne Einsatz | ohne Einsatz | ohne Einsatz |
| Gesamte Karriere                   | Gesamte Karriere | 6      | 1       | 12           | 11           | 1            | 0,0          | 1             | 1             | 3             | 3,0           | 3             | 1             | 0            | 0            | 0            |
| Quelle: pro-football-reference.com |                  |        |         |              |              |              |              |               |               |               |               |               |               |              |              |              |